# Bengale (comics)
Pour les articles homonymes, voir Bengale (homonymie).
Bengale, Bengal en version originale, est un personnage de fiction appartenant à l'univers Marvel de la maison d'édition américaine Marvel Comics. Créé par le scénariste Fabian Nicieza et le dessinateur Ron Lim, il apparaît pour la première fois dans le comic book Daredevil #258 de septembre 1988. Duc No Tranh est d'abord un super-vilain qui souhaite se venger des soldats américains responsables de la destruction de son village lors de la guerre du Vietnam. À la suite de crossover Civil War, il devient un super-héros lorsqu'il intègre le projet Initiative.

## Historique de publication

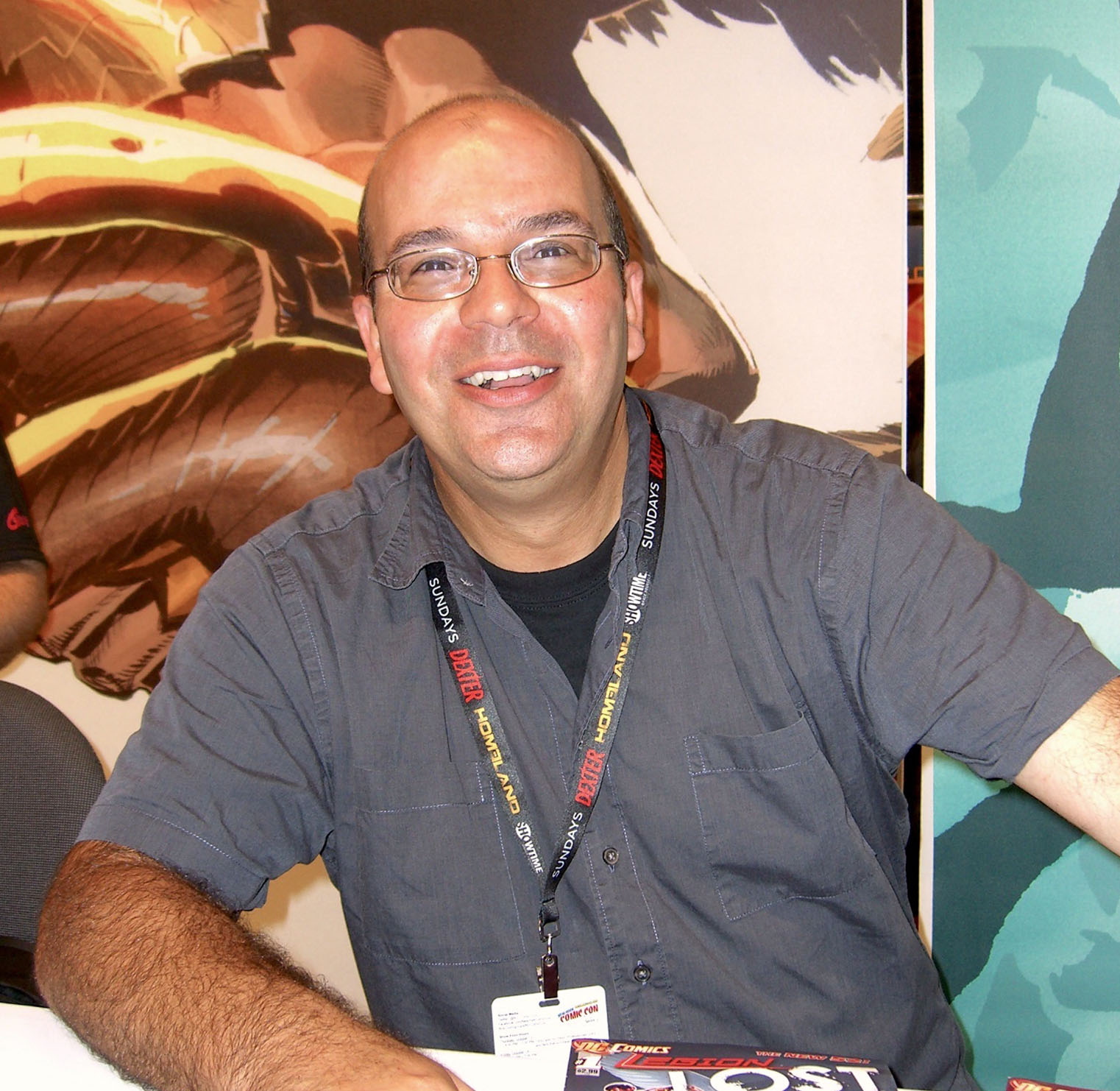
Fabian Nicieza, scénariste-créateur du personnage.

Bengal apparaît pour la première fois dans l'histoire "I Heard the Jungle Breathe" du comic book Daredevil #258 de septembre 1988, scénarisé par Fabian Nicieza et le dessiné par Ron Lim. Fabian Nicieza n'est pas l'auteur régulier de cette série et n'effectuait qu'un remplacement avec cette histoire. Le scénariste réutilise son personnage dans l'histoire "Desert Tears" de Marvel Comics Presents vol.1 #15 de l'année suivante, dessiné par Javier Saltares, puis dans l'histoire "Hard Choices" des numéros 7 à 9 de la série New Warriors de 1991, dessiné par Mark Bagley et finalement dans le premier numéro de la mini-série en quatre numéros Night Thrasher: Four Control d'octobre 1992, dessiné par Dave Hoover. Duc No Tranh, alias Bengale, reçoit une entrée dans l'Official Handbook of the Marvel Universe en 1993. La même année, Bengal est présent dans le premier numéro de la série Night Thrasher, scénarisé par Fabian Nicieza et dessiné par Javier Saltares.
Il faut ensuite attendre 2001 pour retrouver le personnage dans la série de comic books Marvel Knights. Il est présent dans les numéros 11 et 12, scénarisés par Chuck Dixon et dessinés par Ed Barreto. Une autre pause survient avant 2007 avec le one-shot Civil War: Battle Damage Report et la série de comic books Avengers: The Initiative. Dans cette dernière, Bengal apparaît dans les numéros 1, 3 à 5, 8, 10, 13 à 14, 17, 20 à 24, 26 à 27 et 34 à 35. Ces numéros sont scénarisés par Dan Slott et Christos Gage. Sa dernière apparition a lieu dans le numéro 35 et date de 2010.

## Biographie du personnage

### Origines
Lors de la guerre du Vietnam, Duc No Tranh est un jeune garçon vietnamien lorsque son village est attaqué par des soldats américains. Le commando comptait parmi ses membres William Talltrees alias Red Wolf, Willie Lincoln, et Michael Janes. Après un carnage contre les troupes Viet, le commando est récupéré par l'hélicoptère de James Rhodes, le futur War Machine. Duc No Tranh fait partie des rares survivants. Des dizaines d'années plus tard, il part aux États-Unis pour se venger des meurtriers de ses parents.

### Vengeance
Willie Lincoln, après avoir appris que ses anciens équipiers se font tuer un par un, cherche la protection du super-héros Daredevil. Ce dernier réussit à vaincre celui qu'on appelle Bengale. Bengale laisse Lincoln en vie, car il apprend que le soldat a été aveuglé avant l'assaut sur le village, et qu'il est donc innocent. Plus tard, Bengale retrouve Michael Janes, devenu révérend, et affronte l'équipe des New Warriors, dirigée par le super-héros Dwayne Taylor alias Night Thrasher, et l'auto-justicier Franck Castle alias Punisher. Il pardonne finalement au révérend qui est particulièrement traumatisé par ses actes pendant la guerre.
Toujours marqué par les atrocités de la guerre, Duc No Tranh vint à penser que l'armateur Gai No Don, une connaissance de Dwayne Taylor, est en fait Li Pan, un général vietnamien responsable de crime de guerre, et probablement derrière le massacre des villageois. Ce dernier demande l'aide de Silhouette et de Night Thrasher. La relation entre le groupe des New Warriors et Bengale s'en trouve gravement fragilisé.
Débarrassé de sa mission, Bengale est alors engagé par le criminel albinos Tombstone et affronte la Natasha Romanoff / Veuve Noire et Shang-Chi, pour finalement être avalé par la cape magique de Tyrone Johnson / Cape, qui le relâche quelque temps plus tard.

### Droit chemin
Par la suite, Duc No Tranh met un terme à sa vie de justicier et d'homme de main et se marie avec une américaine, qui lui donne un fils, Minh Tranh.
Après la guerre civile entre les super-héros, Bengale intègre le projet Initiative, en compagnie de Rage. Le Vietnamien est forcé de rejoindre l'Initiative, pour garder sa nationalité américaine probatoire, et rester avec sa famille. 
Bengale est par la suite secrètement assigné à une équipe Black Ops, avec Constrictor. Ensemble, ils luttent contre deux vagues d'invasion : celle des forces de Hulk, et celle des Skrulls de la Reine Veranke. 
Après une mission suicide où il reprend la Prison 42 de la Zone Négative aux émeutiers, il quitte l'Initiative et se range du côté de la Résistance.
Quand Norman Osborn est arrêté et le HAMMER dissout, Duc No Tranh ouvre une école d'arts martiaux à Sunset Park, Brooklyn.

## Capacités et équipement

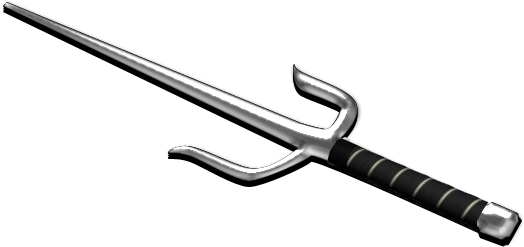
Un saï, une des armes couramment utilisée par Bengale.

Bengale est un excellent artiste martial. Au corps à corps, il se sert d'une paire de saï dissimulables. Il utilise aussi des armes à distance, comme un arc ou des shurikens. On prétend que Bengale posséderait un excellent odorat, capable de traquer ses adversaires à l'odeur, mais rien n'a été prouvé.

## Version alternative
Une version alternative du personnage existe dans l'univers alternatif Ultimate Marvel. Créé par le scénariste Michel Fiffe et le dessinateur Giannis Milonogiannis, cette adaptation apparaît pour la première fois dans le comic book All-New Ultimates #7 d'octobre 2014. Le personnage est utilisé dans les numéros 11 et 12 de la même série.

## Adaptation à d'autres médias
Le personnage est présent dans le jeu vidéo Lego Marvel's Avengers de 2016.